# Bardack
Bardack (バーダック?, Bādakku) è un personaggio del manga Dragon Ball di Akira Toriyama. Compare anche nelle varie opere derivate, tra cui la serie televisiva anime Dragon Ball Z, i film, gli OAV e numerosi videogiochi.
Pur non avendo un ruolo fondamentale ai fini della trama, Bardack è ritenuto uno dei personaggi più iconici di Dragon Ball.
È il padre di Radish e di Son Goku (il cui vero nome è Kakaroth), il protagonista del manga. È stato lui a dare al suo secondogenito il nome Kakaroth. Appare per la prima volta nel primo special della serie, Dragon Ball Z - Le origini del mito, per poi comparire nel manga di Toriyama e in altre opere derivate.

## Ispirazione e creazione
Il personaggio di Bardack è stato ideato da un tirocinante di Toriyama, Katsuyoshi Nakatsuru, e appare per la prima volta nel film Dragon Ball Z - Le origini del mito, uscito in Giappone nel 1990. Toriyama, che aveva supervisionato in qualità di editor l'aspetto del personaggio, decise più tardi di inserirlo anche nel suo manga, precisamente in un flashback all'inizio dello scontro tra Goku e Freezer sul pianeta Namecc.
Come per gli altri Saiyan, il suo nome fa riferimento a un ortaggio: deriva infatti dalla parola inglese burdock, in italiano bardana.
Il personaggio di Bardack è ispirato alla figura di Rambo sia per carattere che per fisionomia.

## Biografia

### Dragon Ball Minus
Bardack è impegnato insieme al suo compagno Leek in una delle sue missioni per conto dell'armata di Freezer, i due però ricevono l'ordine di tornare sul pianeta Vegeta, ordine che viene dato a tutti i Saiyan, cosa che rende inquieto Bardack specialmente quando nota, durante il viaggio di ritorno, che l'astronave di Freezer è ferma sull'orbita di Vegeta, infatti il Saiyan sospetta che il tiranno spaziale voglia distruggere tutti gli abitanti di Vegeta in un colpo solo e che questa è la ragione per cui ha dato ordine che tornassero tutti sul loro pianeta. Bardack, dopo aver saputo dalla sua compagna Gine che il loro primogenito Radish è al sicuro dato che è in missione con il principe Vegeta, la convince a mettere in salvo il loro figlio più piccolo Kakaroth con una navicella impostando le coordinate per la Terra. I due rubano una navicella la quale viene lanciata nello spazio nel cuore della notte, anche se Gine contava sul fatto che lei e Bardack sarebbero andati sulla Terra a riprenderlo nel caso i sospetti del suo compagno su Freezer si fossero rivelati infondati, cosa che però non è successa dato che come aveva dedotto Bardack, il tiranno spaziale un mese dopo eliminò i Saiyan insieme all'intero pianeta.

### Episodio di Bardack
Secondo lo speciale Dragon Ball - Episodio di Bardack (inedito in Italia), Bardack tenta inutilmente di affrontare Freezer in difesa del pianeta Vegeta e di tutti i Saiyan, ma Freezer riesce senza il minimo sforzo a distruggere l'intero pianeta insieme al popolo dei Saiyan. La distruzione di Vegeta ha l'effetto di un buco nero, così potente da distorcere spazio e tempo, di conseguenza Bardack viene incredibilmente catapultato 1000 anni nel passato; gli abitanti del luogo, che chiamano il pianeta Vegeta con l'antico nome Plant, sono dei piccoli alieni umanoidi e due di questi, Ipana e Berry, si prendono cura di Bardack usando un unguento simile a quello delle macchine mediche Saiyan. Bardack sconfigge facilmente due mercenari, Toby e Kyabira, che lavorano per Chilled, un tiranno spaziale nonché lontano parente di Freezer, i quali stavano dando il tormento agli abitanti di un villaggio. Barry si affeziona a Bardack passando il suo tempo con lui, intanto Plant è minacciato dalle manie di conquista di Chilled, appena giunto sul pianeta. Chilled affronta personalmente Bardack e minaccia gli abitanti del pianeta. Il Saiyan non è capace di competere contro la schiacciante forza dell'avversario, ma quando il nemico attacca il piccolo Barry rischiando di ucciderlo, in preda alla rabbia, si trasforma in Super Saiyan e con il suo nuovo potere sconfigge facilmente Chilled. Il tiranno spaziale prima di morire chiede di avvertire i membri della sua razza di stare attenti ai "Saiyan che diventano dorati" e da questo lascia intendere che fu forse proprio Bardack a dar origine alla leggenda del Super Saiyan.

### Dragon Ball Super
Bardack ha avuto un ruolo centrale nell'arco narrativo di Granolah contribuendo a dare vita alla trama degli eventi, si apprende che durante una missione su Cereal Bardack e gli altri Saiyan eliminarono la popolazione dei Cereliani e dei namecciani che abitavano sul pianeta, però per compassione risparmiò la vita al namecciano Monaito e al cereliano Granolah proteggendoli da Gas e Elec, quest'ultimo aveva incaricato Freezer di ordinare ai Saiyan di attaccare Cereal in modo da eliminare gli abitanti e rivenderlo ai sugariani. Bardack sconfisse Gas, tra l'altro furono proprio Gas e Elec che indirettamente lo misero in guardia su Freezer e sul suo intento di eliminare i Saiyan, lasciando ipotizzare che sia stato quell'episodio che lo spinse a diffidare di Freezer tanto da mettere Goku al sicuro mandandolo sulla Terra.
A distanza di anni Goku affronta Granolah il quale ha sempre disprezzato i Saiyan per quello che fecero al suo popolo, ma poi mette da parte l'ostilità contro di lui quando scopre che è il figlio di Bardack, il Saiyan che salvò lui e Monaito, quest'ultimo inoltre ha conservato lo scouter di Bardack che portava con sé quando affrontò Gas, il dispositivo registrò la voce di Bardack, e Goku ascoltandola rievoca il giorno un cui si separò dai suoi genitori quando lo misero sulla navicella per metterlo in salvo, ricordo che evidentemente era impresso nel suo inconscio. Gas combatte contro Goku, ancora adesso per Gas il ricordo di Bardack e della sconfitta subita da lui rappresentano un trauma da cui non si è mai ripreso del tutto.

## Altre apparizioni
Nel lungometraggio Dragon Ball Z - Le origini del mito, che vede Bardack come protagonista, il Saiyan che nel corso delle varie battaglie affrontate ha acquisito un livello di combattimento molto alto, durante una missione sul pianeta Kanassa viene attaccato da uno degli abitanti del luogo, Toolo. L'alieno lo colpisce alla nuca e gli dona il potere della precognizione. Questo dà a Bardack la capacità di vedere la distruzione del pianeta Vegeta e lo sterminio dei Saiyan da parte di Freezer, nonché il futuro del suo secondogenito, Kakaroth.
Bardack respinge le visioni e, dopo essersi ristabilito, va ad unirsi alla sua squadra sul pianeta Mith, ma scopre ben presto che i suoi amici sono stati uccisi da Dodoria per ordine di Freezer, spaventato dal crescente potere dei Saiyan. Dopo un duro scontro con gli uomini di Dodoria, Bardack fronteggia proprio quest'ultimo, venendo tuttavia sconfitto. Riuscito a salvarsi, parte per Vegeta per avvertire gli abitanti che Freezer ha intenzione di sterminare la loro razza, ma questi non gli credono, prendendolo per pazzo. Decide di raggiungere Freezer per fermarlo di persona, ma rimane ucciso dalla Supernova di Freezer con cui il tiranno spaziale uccide anche le sue guardie e distrugge il pianeta Vegeta. Prima di morire, Bardack ha un'ultima visione del futuro: suo figlio Kakaroth di fronte a Freezer sul pianeta Namecc. Essendo certo che Kakaroth sconfiggerà Freezer, Bardack può così spirare in pace.
La scena della morte di Bardack è ripresa nell'episodio 86 di Dragon Ball Z, all'inizio del film Il destino dei Saiyan  e nel prologo del primo episodio di Dragon Ball Kai.
Bardack compare nel manga solo in poche vignette, quando Freezer ripensa al guerriero Saiyan che lo ha sfidato in occasione della distruzione del pianeta Vegeta. Nell'anime di Dragon Ball Z, inoltre, Bardack compare nella mente di suo figlio Kakaroth, insieme a Vegeta e a suo padre, per spronarlo a sconfiggere Freezer e vendicare i Saiyan.
La storia di Bardack, narrata nel breve manga di Dragon Ball Minus, viene approfondita nel film del 2018 Dragon Ball Super: Broly.

## Descrizione

### Aspetto fisico
Bardack è la copia esatta di suo figlio Goku (Kakaroth) cosa che viene subito evidenziata da Freezer e Gas quando entrambi incontrando Goku per la prima volta, entrambi in principio erano stati sfidati da Bardack, l'unica differenza è una cicatrice a forma di X sulla guancia sinistra e un colore della pelle leggermente più scuro. Presenta una particolarità estranea a qualsiasi essere umano: possiede una coda di scimmia. La coda è, nella storia del manga e dell'anime, uno degli aspetti fisici comuni a tutti i Saiyan, la razza di Bardack. Come tutti i Saiyan combattenti, Bardack tiene la coda legata intorno alla vita.
Il suo abbigliamento, tipico degli uomini di Freezer, corrisponde ad una tuta da battaglia e ad uno scouter di colore verde. Nel lungometraggio animato Le origini del mito porta sulla fronte un fazzoletto (come fosse una bandana), impregnata del sangue dei suoi compagni uccisi da Dodoria, e degli scaldamuscoli rossi sui polsi.

### Personalità
La personalità di Bardack è differente da quella di ogni altro Saiyan, come spiega Toriyama:
Nello speciale Le origini del mito, Bardack non ha una grande considerazione di suo figlio Kakaroth e infatti lo snobba non appena si rende conto che il suo secondogenito ha un livello di combattimento bassissimo pari a 2. Nel finale, tuttavia, grazie al potere della precognizione, Bardack si rende conto che Kakaroth diventerà fortissimo e vendicherà i Saiyan.
Bardack è un Saiyan molto perspicace. Ciò lo si intuisce in una scena del manga Dragon Ball Minus che poi è stata ripresa nel film Broly: durante il viaggio di ritorno verso il pianeta Vegeta, quando il suo collega Leek parla male di Freezer, Bardack lo zittisce immediatamente dicendogli di togliersi lo scouter, in quanto Freezer potrebbe ascoltare la loro conversazione; oltre a quest'elemento, poco prima di tornare sul pianeta Vegeta, Bardack aveva già intuito che Freezer intendeva eliminare tutta la specie dei Saiyan.
In Dragon Ball Minus (raccontato anche nel film di Broly), Bardack dimostra di essere un Saiyan dall'animo gentile e profondo, fortemente legato a sua moglie e alla salvezza dei suoi figli. Riguardo al rapporto tra Bardack e Gine, Toriyama ha rivelato:
In linea con l'indole combattente dei Saiyan, è un guerriero orgoglioso che non si tira mai indietro davanti a una sfida, anche quando i suoi avversari si rivelano più forti di lui non si arrende, un evidente parallelismo tra lui e Goku è la passione per la lotta che li spinge a trarre piacere nell'affrontare rivali molto potenti al fine di oltrepassare i propri limiti e diventare più forti. Ha lavorato nell'armata di Freezer invadendo pianeti e contribuendo a distruggere popolazioni, ma per lui è solo un lavoro, non lo fa per trarvi un piacere personale, infatti odia prendersela con gli indifesi, a detta di Vegeta è proprio da lui che Goku ha ereditato il suo animo compassionevole.

### Abilità
Bardack è un guerriero di infimo livello ma questa affermazione deriva solo dal ceto sociale poiché è un ottimo combattente, il suo stile di lotta è decisamente rudimentale ma come viene specificato da Gas la sua potenza è ben superiore a quella di un comune Saiyan, questo perché la sua forza è stata temprata dalle battaglie che ha affrontato.
Essendo un Saiyan possiede forza, rapidità e resistenza sovrumane, oltre a tempi di guarigione più veloci rispetto a quelli di un terrestre e come Saiyan il suo periodo di giovinezza dura più a lungo. Inoltre per merito della coda nelle notti di plenilunio è in grado di trasformarsi in Scimmione amplificando la sua forza distruttiva perdendo però la ragione. È capace di usare il Ki, può usare la tecnica della levitazione, non essendo capace di percepire l'energia altrui con la forza della mente, usa lo scouter. Possiede l'abilità dei Saiyan chiamata Zenkai che gli permette di diventare più forte quando il suo corpo guarisce da ferite e danni riportati in battaglia.
Nel manga Dragon Ball - Episodio di Bardack acquisisce l'abilità di trasformarsi in Super Saiyan. La sua tecnica principale è il Final Spirit Cannon (ファイナルスピリッツキャノン?, Fainaru Supirittsu Kyanon) che gli consente di concentrare tutta la sua energia nella mano destra, la meccanica di esecuzione ricorda il lancio di un giavellotto, Bardack puntando il bersaglio lancia contro di esso un raggio di energia blu, con questo colpo ha sconfitto Chilled e Gas.
Bardack, nel film animato Le origini del mito, possiede la previsione del futuro (o precognizione). Quest'abilità peculiare viene trasmessagli durante un combattimento dal kanassiano Toolo che lo colpisce alla testa, prima di venire ucciso dalla sua squadra, per mostrare a Bardack la fine del suo popolo. Gli permette di vedere eventi che avverranno nel futuro, ma Bardack non può controllare le visioni, ossia, non è lui a "richiamarle"; sempre nel lungometraggio i medici che lo curano stimano che il suo livello combattivo sia simile a 10.000, superiore a quello di un guerriero d'élite come Nappa, che ha ufficialmente un livello di combattimento di 4.000, proprio perché attingendo potere dallo Zenkai la sua forza è in continuo aumento raggiungendo un livello di 10.000.

## Apparizioni nei videogiochi
Bardack fa la sua prima apparizione nel mondo videoludico in Dragon Ball Z: Budokai 3 dove compare come personaggio giocabile sbloccabile per poi fare molte altre apparizioni nei videogiochi con un ruolo diverso per ognuno.

### Dragon Ball Z: Budokai 3
In questo gioco appare come personaggio sbloccabile; lo si può sbloccare trovando la sua capsula nella navicella Saiyan con Goku dopo il combattimento con Radish ma non compare in nessuna scena.

### Dragon Ball Z: Budokai Tenkaichi(serie)
Nella serie Budokai Tenkaichi, Bardack appare ancora come personaggio giocabile e gli viene dedicata una parte della storia nella Saga Speciale dove lo si vede combattere contro Freezer.

### Dragon Ball Online
In Dragon Ball Online, nella modalità Storia, Bardack viene salvato da Mira dall'attacco di Freezer. Dopo averlo salvato, Mira prende il controllo della mente di Bardack. Bardack diventa Evil Bardack (Time Breaker Bardack o Masked Saiyan per la maschera che indossa) e i suoi occhi diventano rossi; quando non indossa la maschera, diventa Xeno Bardack ed è in grado di trasformarsi in Super Saiyan o in Super Saiyan 3.

### Dragon Ball Xenoverse 2
Come in Dragon Ball Online, in Dragon Ball Xenoverse 2 Bardack viene salvato da Mira e diventa un membro dei Time Breaker sotto il nome di Saiyan mascherato (anche esso già apparso in Dragon Ball Online). Durante la Saga del Dio della distruzione, il Pattugliatore temporale colpisce il Saiyan mascherato in volto; Trunks allora scopre la verità e insieme al Kaioshin del tempo cerca un modo per far rinsavire Bardack. Dopo averlo sconfitto, Bardack torna in sé e si sacrifica per imprigionare Mira nella faglia temporale per vendicarsi di averlo usato e di avere sottovalutato il potere dei Saiyan; durante il combattimento, Bardack raggiunge prima lo stadio del Super Saiyan, poi del Super Saiyan 2 e infine del Super Saiyan 3. Non si sa cosa succede a Bardack dopo il suo combattimento dato che Mira riesce a fuggire dalla faglia ma lui no.

### Dragon Ball FighterZ
In Dragon Ball FighterZ appare come personaggio sbloccabile tramite pagamento singolo o season pass, e ha l'abilità di trasformarsi in Super Saiyan quando esegue la sua mossa finale ma svanisce appena questa finisce, quasi come se fosse esaurito. Non gli è dedicata alcuna parte nella story mode.